# Ротарашти (Валча)
Ротарашти (рум. Rotărăști) насеље је у Румунији у округу Валча у општини Николаје Балческу. Oпштина се налази на надморској висини од 285 m.

## Становништво
Према подацима из 2002. године у насељу је живело 311 становника, од којих су сви румунске националности.